# Klevei hercegség

A Kleve hercegség címere

A klevei hercegség (Fürsttum Kleve; néhol Kleve Hercegségként említik) a Német-római Birodalom német nyelvű területén volt az Alsó-Rajna–vesztfáliai birodalmi körzet területén belül, a Rajna két oldalán, a münsteri püspökség, az esseni birodalmi apátság, Berg hercegség, Jülich hercegség, Geldern hercegség és a Kölni Választófejedelemség között.

## Földrajz
Kleve hercegség területe 2200 km² volt, a területet a Rajna és mellékfolyói (Ruhr, Emscher, Lippe és a IJssel) gelderlandi része illetve a Maas és mellékfolyója, a Niers szelte keresztül. 100 350 – nagyrészt katolikus – lakosa volt (beleértve a Moersi Grófságot is). A hercegség középkori területe túlnyomórészt a mai Németország területén, elenyésző része Hollandia mai területén feküdt. Ez a terület északon a Klevei járás körülbelüli jelenlegi területét ill. Weselt, Oberhausen járási jogú város északi részét és Duisburg járási jogú várost foglalta magába.
A 18. század végén 1200 km² nagyságú területből állt a hercegség 100 000 lakossal.

## A területen beszélt nyelvek
Területén klevei (ez egy alsó-frank dialektuscsoport) ill. holland nyelven beszéltek.

## Landok és amtok
Kleve hercegség landokra (birtokok)  és amtokra volt felosztva. A landok és amtok többnyire a városok után voltak elnevezve, például Kleve, Dinslaken, Kranenburg landok. Kivételek voltak ez alól Aspel, Düffel, Hetter, Kleverhamm, Liemers amtok, mert ezek nem városok voltak.
A landok létrehozásának körülményei nem voltak egységesek.
Dinslaken Land egy területi fogalmat jelölt, melynek első okleveles említése 1317-ből való. Ennek a régiónak a földrajzi összetétele bár gyakran változott meg az évszázadok során, de a terület magja mindvégig a Kleve hercegség délkeleti vámhatárterületén volt.
1429-es évből rendelkezésre áll egy oklevél, ami Land Dinslaken jelentős megnövelését írta le: "A váron kívül Dinslaken városát is beleértve hozzátartoznak Hiesfeld, Walsum, Götterswick, Wick, Spellen, Hünxe, Gahlendorf, Hamborn Beek, Sterkrade és Meiderich plébániák is". De átmenetileg magába foglalta a Lippétől északra eső területeket, valamint Duisburg városát is. Dinslaken Land a legnagyobb kiterjedését 1450 körül érte el.
Kranenburg Land kezdetei a korai 14. századra nyúlnak vissza. Bár Kranenburg már Dietrich Luf, gróf V. Klevei Dietrich egyik öccse alatt 1255-1277 között a Kleve grófságtól elkülönülve lett irányítva, de a területi kerületek kialakítását először Gerhard von Hornra lehet visszavezetni, aki Kranenburgot feleségének, Irmgardnak, gróf VI. Klevei Dietrich lányának hozományaként kapta meg 1312-1318 között. 1331-ben a kerület még heerschape van Cranenborghként (kranenburgi uradalom) lett meghatározva, 1343-tól nevezték folyamatosan Land Kranenburgnak.

## Története
Kleve körülbelül 1020 óta létezett grófságként. Első grófja I. Rutger volt, akinek uralkodásáról keveset lehet tudni. 1092-ben I. Dietrich klevei grófot comes Thiedericus de Cleveként említik, ezzel ő az első dokumentáltan bizonyítható klevei gróf, akinek nemzetsége a klevei vár után lett elnevezve. Ezért – annak ellenére, hogy előtte is lehet tudni Dietrich nevű klevei grófról – van olyan számozás, amelyik tőle kezdve számoztatja Kleve-házat és I. Dietrichként említi.
A biztosra dokumentált I. Dietrich gróf előtti Dietrich gróf létezése ugyanis bizonytalan, mivel egy 1082-re datált hamis dokumentum említi a gróf létezését.
1117 óta Kleve grófjai a zyfflichi apátság védnökeiként tűntek fel, 1119-ben a fürstenbergi kolostor védnökei lettek.
A klevei grófok férfiágának kihalta után 1368-ban Mark grófjának birtokába került örökösödés útján.
1417-ben a konstanzi birodalmi gyűlésen a területet hercegségnek nyilvánította Luxemburgi Zsigmond, aki ebben az időben még "csak" a magyar királyi és német-római királyi címet birtokolta.
Kleve hercegség 1500 óta az Alsó-rajna–vesztfáliai körzethez tartozott.
Miután 1521-ben meghalt III. János klevei herceg feleségének az apja, IV. Vilmos jülich-bergi herceg, Jülich, Berg és Ravensbrück tartományok a klevei herceg feleségére szálltak. A klevei herceg 1521-ben felesége birtokait és a klevei hercegséget Jülich-Kleve-Berg hercegség néven egyesítette.
Karl von Geldern (Egmont Károly) herceggel aláírt egy örökösödési szerződést, amelynek alapján az utolsó gyermektelen halála után 1538-ban Geldernt és Zutphent V. Vilmos klevei hercegnek adományozta, de V. Károly német-római császár rátámadt és 1543-ban ezeket a területeket is átengedte kényszerűségből neki. Ezenkívül kötelezve lett, hogy ősi birtokain tartsa fenn továbbra is a katolikus vallást.
1540-ben Vilmos herceg testvére, Klevei Anna összeházasodott VIII. Henrik angol királlyal.
1609-ben kitört a jülich-klevei örökösödési viszály, amelybe Franciaország és Spanyolország is beavatkozott. A viszályt végül az 1614-ben megkötött xanteni felosztási szerződéssel sikerült rendezni: az 1613-ban kálvinista hitre áttérő János Zsigmond brandenburgi választófejedelem megkapta Klevét, Markot és Ravensberget, az ekkor még katolikus Pfalz-Neuburg Jülichet és Berget.
1753-ban bekövetkezett Kleve hercegség felosztása három tartományi körzetre (Kleve, Emmerich, Wesel). A hercegség közigazgatási átrendezésével egyben „Land Dinslaken” fogalma is elvesztette a jelentőségét.
1795-ig tényleges hercegségként Poroszország birtokában maradt.
Poroszország 1795-ben, a bázeli békében lemondott Franciaország javára  Kleve hercegség Rajna balparti oldaláról (kb. 990 km²-nyi területről).
1805. december 12-én a schönbrunni szerződésben Poroszország  - többek között - a hercegség Rajnától jobbra eső részéről is lemondott (cserébe Poroszország más területet kapott). Kleve-t egyesítették Berg nagyhercegséggel és Weselt Franciaországhoz csatolták. Napóleon Joachim Murat-t kinevezte Kleve hercegévé és Berg nagyhercegévé. Murat Düsseldorfban rendezkedett be.
1808-ban a Rajna jobb partján lévő Weselt, a Klevei körzet hídfőállásaként a 41. kantonhoz csatolták.
1809–1815 között Napoléon-Louis Bonaparte Kleve hercege.
1815-ben, a bécsi kongresszuson Poroszország visszakapta a hercegség nagyobb részét, 1816-1821 között Jülich-Kleve-Berg tartomány volt a terület neve, 1822-ben Rajnatartományra lett átkeresztelve (Düsseldorf központtal).
Közben az egykor a hercegség képező Zevenaar, Huissen, Malburg, Lobith és Wehl északi enklávéi 1803-ban integrálva lettek a Franciaország által létrehozott Batáviai Köztársaságba, hivatalosan viszont 1816-ban lettek Hollandia részei.

## Grófságként

### Kleve Ház (1368-ig)
- kb. 1020–1050 I. Rutger (?)
- kb. 1051–1075 II. Rutger
- kb. 1076–1091 (II.) Dietrich (?)
- 1092–1117 I. Dietrich (comes Thiedericus de Cleve)
- 1120–1147 I. Arnold
- 1150–1172 II. Dietrich
- 1173–1202 III. Dietrich
- 1189–1200 II. Arnold
- 1202–1260 IV. Dietrich
- 1260–1275 V. Dietrich
- 1275–1305 VI. Dietrich
- 1305–1310 Ottó
- 1310–1347 VII. Dietrich
- 1347–1368 János

### Mark Ház (1368–1417)
- 1368–1394 I. Adolf
- 1394–1448 II. Adolf, 1417-től hercegi rangot kap, ezért I. Adolf klevei hercegnek is nevezik más néven

## Hercegségként

### Kleve-Mark Ház (1417–1609)
- 1417–1448 I. Adolf
- 1448–1481 I. János
- 1481–1521 II. János

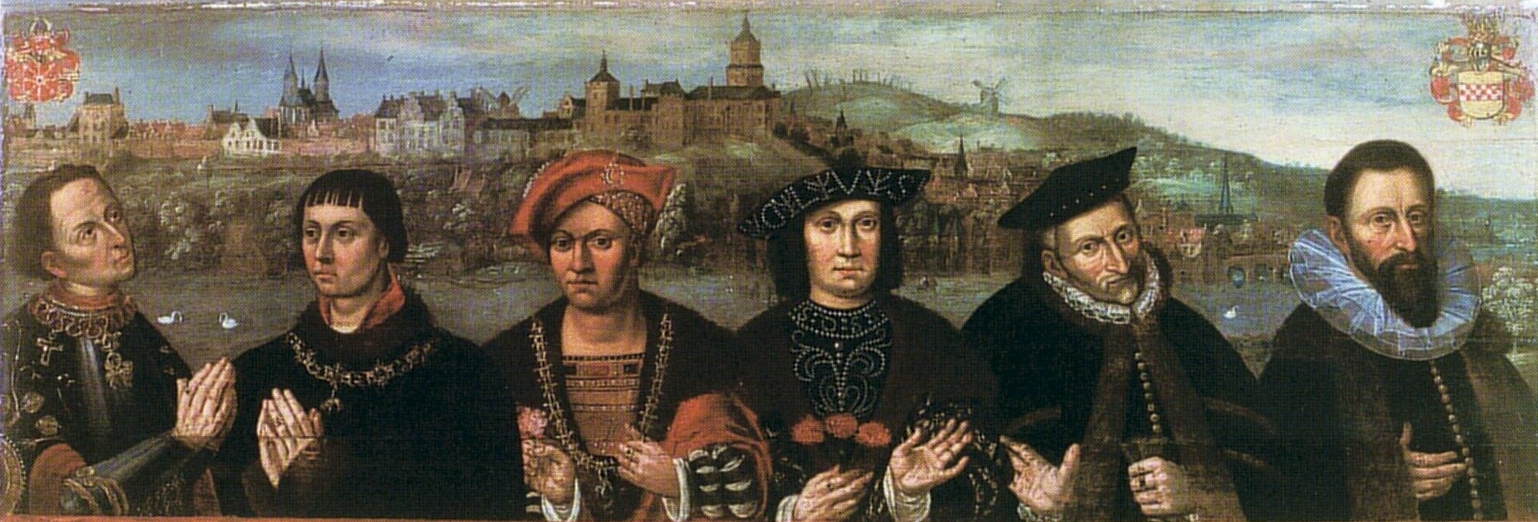
A hat klevei herceg: I. Adolf, I. János, II. János, III. János, Vilmos és János Vilmos

- 1521–1539 III. János (1521-től Jülich-Kleve-Berg néven egyesített hercegség hercegeként)
- 1539–1592 Vilmos
- 1592–1609 János Vilmos

### Kleve-Mark hercegség kancellárjai
- 1422 először van említés a terület kancellári intézményéről
- (1486, 1495) Dietrich von Ryswick
- 1520–1530 Sibert von Rysswich († 1540)
- 1530–1546/47 Johann Ghogreff (1499 körül–1554); egyúttal Berg és Jülich hercegség kancellárja is
- 1546/47–1575 Olislegerként ismert Heinrich Bars (1500 előtt–1575)[4]
- 1575–1600 Dr. Heinrich von Weeze (1521–1601)
- 1600 körültől 1609-ig Lennepként ismert Hermann ther Lain (1620-ban halt meg) (alkancellárként kancellári feladatokkal megbízva)[5]

1609-1614 Örökösödési vita
- 1658/59–1661 Daniel Weimann (1621–1661)[6][7]
- 1733–1742 Johann Peter von Raesfeld (1679–1764)

## Archívum
Kleve-Mark archívuma ma a Düsseldorfi Állami Főlevéltárban található.

## Fordítás
- Ez a szócikk részben vagy egészben  a   Herzogtum Kleve című német Wikipédia-szócikk fordításán alapul.  Az eredeti cikk szerkesztőit annak laptörténete sorolja fel. Ez a jelzés csupán a megfogalmazás eredetét és a szerzői jogokat jelzi, nem szolgál a cikkben szereplő információk forrásmegjelöléseként.
- Ez a szócikk részben vagy egészben  a   Land Kranenburg című német Wikipédia-szócikk fordításán alapul.  Az eredeti cikk szerkesztőit annak laptörténete sorolja fel. Ez a jelzés csupán a megfogalmazás eredetét és a szerzői jogokat jelzi, nem szolgál a cikkben szereplő információk forrásmegjelöléseként.